# Список президентів Вануату
Президент Вануату є главою держави Вануату. Президент обирається на термін 5 років колегією виборців, що складається з членів парламенту і президентів регіональних рад. Президент призначає головного суддю Верховного Суду й трьох суддів.

## Список президентів Вануату
- Джордж Сокоману (30 липня 1980 — 17 лютого 1984)
- Фредерік Карломуана Тімаката (17 лютого 1984 — 8 березня 1984) (в.о.)
- Джордж Сокоману (8 березня 1984 — 12 січня 1989)
- Оннейн Тахі (12 січня 1989 — 30 січня 1989) (в.о.)
- Фредерік Карломуана Тімаката (30 січня 1989 — 30 січня 1994)
- Альфред Мазенг (30 січня 1994 — 2 березня 1994) (в.о.)
- Жан Марі Лейє Ленелго (2 березня 1994 — 2 березня 1999)
- Едуард Натапеї (2 березня 1999 — 24 березня 1999) (в.о.)
- Джон Бані (24 березня 1999 — 24 березня 2004)
- Роджер Аб'ют (24 березня 2004 — 12 квітня 2004) (в.о.)
- Альфред Мазенг (12 квітня 2004 — 11 травня 2004) (усунуто від посади в результаті імпічменту)
- Роджер Аб'ют (11 травня 2004 — 28 липня 2004) (в.о.)
- Жозіас Молі (28 липня 2004 — 16 серпня 2004) (в.о.)
- Калкот Матаскелекеле (16 серпня, 2004 — 16 серпня 2009)
- Максим Карлот Корман (16 серпня 2009 — 2 вересня 2009) (в.о.)
- Іолу Абіл (2 вересня 2009 — 2 вересня 2014)
- Філіп Боедоро (2-22 вересня 2014) (в.о.)
- Балдвін Лонсдейл (22 вересня 2014 — 17 червня 2017)
- Есмон Саймон  (17 червня - 6 липня 2017) (в.о.)
- Талліс Мозес  (6 липня 2017 - 6 липня 2022)
- Сеуле Сімеон (6 липня 2022 - 23 липня 2022) (в.о.)
- Нікеніке Вуробараву (23 липня 2022 - і зараз)